# Arcidiocesi di Amalfi-Cava de' Tirreni

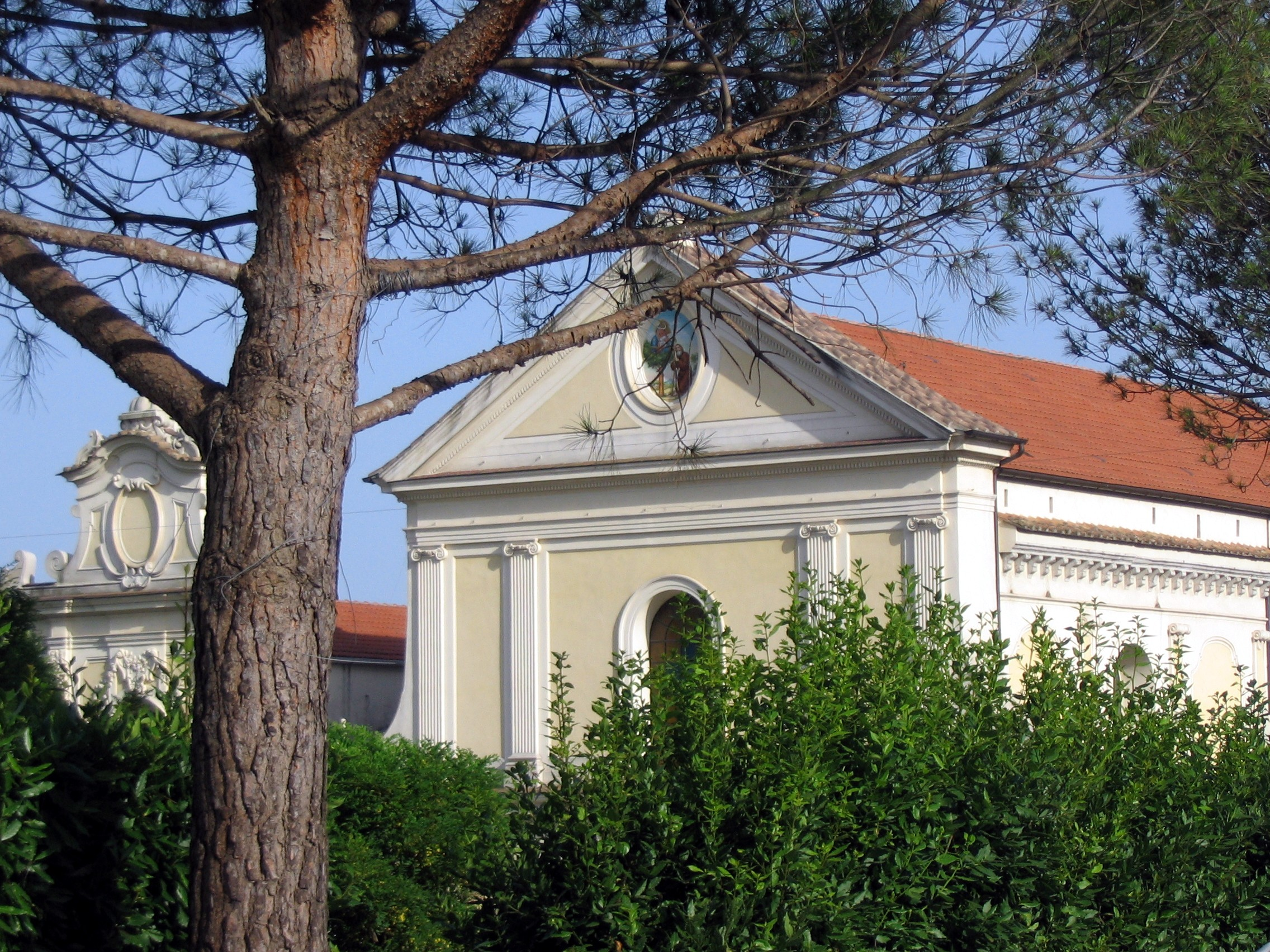
La basilica minore di Santa Maria dell'Olmo a Cava de' Tirreni.

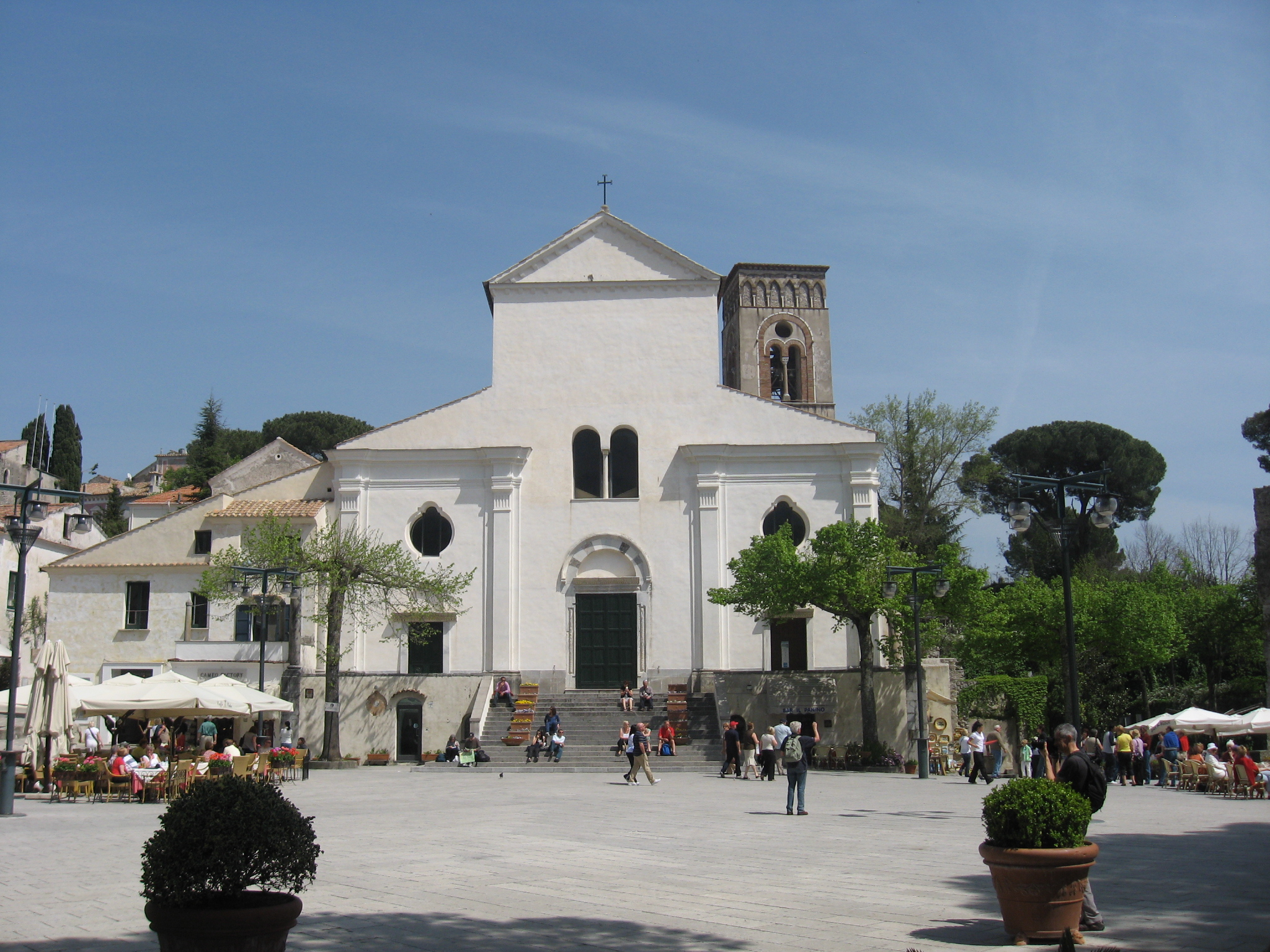
Il duomo di Ravello, ex cattedrale della diocesi omonima.

L'arcidiocesi di Amalfi-Cava de' Tirreni (in latino Archidioecesis Amalphitana-Cavensis) è una sede della Chiesa cattolica in Italia suffraganea dell'arcidiocesi di Salerno-Campagna-Acerno appartenente alla regione ecclesiastica Campania. Nel 2023 contava 100.100 battezzati su 100.500 abitanti. È retta dall'arcivescovo Orazio Soricelli.

## Territorio
L'arcidiocesi comprende quindici comuni della Campania, di cui quattordici in provincia di Salerno e uno (Agerola) nella città metropolitana di Napoli.
Sede arcivescovile è la città di Amalfi, dove si trova la cattedrale di Sant'Andrea Apostolo. A Cava de' Tirreni si trova la concattedrale di Santa Maria della Visitazione. Nel territorio sorgono anche tre antiche cattedrali: la basilica minore di Santa Maria Assunta e San Pantaleone a Ravello; la basilica di Santa Trofimena a Minori; e il duomo di San Lorenzo a Scala. A Cava de' Tirreni si trova anche la basilica minore di Santa Maria dell'Olmo.
Il territorio si estende su 154 km² ed è suddiviso da 77 parrocchie, raggruppate in 7 foranie:
- Agerola - Furore;
- Amalfi - Atrani - Ravello - Scala;
- Conca dei Marini - Positano - Praiano;
- Maiori - Minori - Tramonti;
- Cava centro-ovest;
- Cava est;
- Cetara - Vietri sul Mare.

## Storia
L'odierna arcidiocesi è frutto dell'unione di due sedi preesistenti, Amalfi e Cava de' Tirreni.

### Amalfi
Non si conosce l'origine della sede vescovile di Amalfi. La prima menzione storicamente documentata della sua esistenza è in una lettera di Gregorio Magno al suddiacono Antemio del 596, in cui viene citato il vescovo Pimenio (o Primenio o Pigmenio). Dopo di lui la serie dei vescovi si interrompe per mancanza di documenti, per riprendere solamente nel IX secolo. Da questo momento, fonti principali per lo studio della storia della città e della diocesi di Amalfi sono il Chronicon Amalphitanum e la Chronica archiepiscoporum Amalfitanorum, che riportano i nomi di diversi vescovi, a partire da Pietro I, documentato dall'829, e ancora vivente alla morte di Sicardo, principe di Benevento (839).
Il 13 febbraio 987, per volere del duca Mansone I di Amalfi, essa viene eretta in arcidiocesi e sede metropolitana; tale erezione fu confermata da papa Giovanni XV, che il 30 novembre dello stesso anno consacrò primo arcivescovo Leone II nella basilica lateranense a Roma. Nello stesso anno furono erette a sedi vescovili, suffraganee della nuova sede metropolitana, le città di Scala, Minori, Lettere e Capri.
Tra gli arcivescovi immediatamente successivi a Leone II sono da segnalare: Lorenzo, noto scrittore ecclesiastico; Pietro Alferio, che prese parte della delegazione romana inviata a Costantinopoli al patriarca Michele Cerulario, nei tristi giorni della nascita dello scisma tra le Chiese latina e greca (1054); Bartolomeo Pignatelli, ricordato da Dante nel Purgatorio.
Nel 1087 anche Ravello fu eretta a sede vescovile da papa Vittore III, con territorio scorporato da quello di Amalfi, e con il privilegio di esenzione dalla giurisdizione metropolitica amalfitana e l'immediata soggezione alla Santa Sede.
Durante l'episcopato di Matteo Capuano, il cardinale Pietro Capuano trasferì ad Amalfi da Costantinopoli il corpo dell'apostolo Andrea. Nel Cinquecento, mentre era amministratore apostolico di Amalfi, Giovanni de' Medici fu eletto papa con il nome di Leone X.
Nel periodo post-tridentino, si distinsero l'arcivescovo Giulio Rossino (1576-1616), nunzio apostolico a Napoli, che convocò due sinodi diocesani ed uno provinciale (1597); e Matteo Granito (1635-1638), che restaurò la cattedrale ed il palazzo vescovile, ed istituì il seminario arcivescovile.
In seguito al concordato del 1818 tra il papa Pio VII e il re Ferdinando I, con la bolla De utiliori Amalfi perse tutte le sue diocesi suffraganee che furono soppresse: le diocesi di Minori e di Ravello-Scala (che intanto erano state unite) furono incorporate ad Amalfi; Lettere fu assorbita dalla diocesi di Castellammare e Capri fu aggregata all'arcidiocesi di Sorrento. Da questo momento, Amalfi divenne semplice arcidiocesi, immediatamente soggetta alla Santa Sede.

### Cava
Nei primi anni venti dell'XI secolo venne fondata l'abbazia della Santissima Trinità di Cava ad opera di sant'Alferio Pappacarbone. Nel 1058 il principe longobardo Gisulfo II di Salerno donò all'abbazia il territorio dell'intera vallata metelliana. Nel 1092 la terra de La Cava, l'attuale territorio di Cava, Vietri e Cetara, pur continuando a far parte della diocesi di Salerno, fu affidata, con bolla di Urbano II, al governo spirituale e temporale degli abati della Santissima Trinità, che la governarono per tre secoli.
Il 7 agosto 1394, con la bolla Salvatoris nostri di papa Bonifacio IX, la terra di Cava fu elevata a città e la chiesa dell'abbazia della Santissima Trinità dichiarata cattedrale di una nuova diocesi, resa immediatamente soggetta alla Santa Sede, con territorio distaccato da quello della diocesi di Salerno. L'abbazia della Santissima Trinità di Cava non venne più governata da un abate, ma da un priore sottoposto al vescovo, e la comunità dei monaci formava il capitolo della cattedrale. Il vescovo che doveva essere un secolare, godeva di tutti i privilegi e di tutti i diritti di un abate regolare sull'abbazia cavense e doveva risiedere alla Badia, la cui chiesa venne dichiarata cattedrale della nuova diocesi.
Da quando nel 1431, il vescovo Angelotto Fosco fu elevato alla dignità cardinalizia e volle ritenersi in commenda, percependone le rendite, l'abbazia e la diocesi cavense, fu affidata a vicari generali che si preoccuparono prevalentemente dell'amministrazione dei beni temporali, provocando il decadimento dell'azione spirituale e sociale della badia, che anche a causa dei rivolgimenti politici, si esaurì quasi del tutto.
Nei decenni seguenti l'abbazia perse il suo antico splendore di virtù e di santità. Nel monastero, nei priorati, nelle parrocchie e nelle chiese più remote i pochi monaci rimasti vivevano senza il rispetto della regola in assoluta libertà ed autonomia. Per l'abbazia della Santissima Trinità de La Cava, così come era già successo per tanti altri monasteri che da tempo versavano nelle stesse condizioni, si rese necessario riformare la regola cenobitica. Il cardinale Oliviero Carafa (1485-1511) decise di rinunciare alla commenda e riportò nel monastero benedettino la vita claustrale regolare. Pertanto, il 10 aprile 1497 con bolla di papa Alessandro VI, il monastero cavense con tutte le sue dipendenze fu incorporato nel movimento monastico riformato della Congregazione di Santa Giustina di Padova (detta poi Cassinese).
L'annessione dell'abbazia cavense alla Congregazione di Santa Giustina fu in un primo momento voluta ma poi contrastata dal popolo di Cava. I monaci, che avevano ritenuto la giurisdizione episcopale cavense voluta da Papa Bonifacio IX la principale causa dei propri mali, furono essi stessi a chiedere al cardinale Oliviero Carafa di includere, nelle clausole che andava a stipulare per il passaggio dell'abbazia alla Congregazione di Santa Giustina, oltre alla sua rinunzia alla commenda, anche la soppressione, alla sua morte, della giurisdizionale del vescovato di Cava.
Ma la università della Città de La Cava, che non aveva gradito la clausola della soppressione del vescovato perché ritenuta lesiva del proprio prestigio e diritto della urbs episcopalis cavensis, nel dicembre del 1503, insorgeva contro i monaci.
Il contrasto esplose quando l'abate Michele di Tarsia si rifiutò di riconoscere l'impegno in precedenza assunto dall'abate Arsenio di far erigere un nuovo vescovato cavense costituendone la relativa mensa. Il 6 marzo 1507, mercoledì delle Ceneri, la popolazione capeggiata da Ferdinando Castriota, dalla famiglia Longo e da altri esponenti della università, prendendo a pretesto alcune questioni di pascoli e sfruttamento di boschi sorte con i benedettini, fece irruzione nel monastero e mise a saccheggio le celle e l'appartamento dell'abate. I monaci si rifugiarono nel priorato di Sant'Angelo in Grotta a Nocera Inferiore, mentre la chiesa dell'abbazia venne affidata a dei preti diocesani.
Con la morte del cardinale Oliviero Carafa, avvenuta il 20 gennaio 1511 la questione del nuovo vescovato si fece attuale e pressante. Iniziarono snervati trattative senza esito tra l'università di Cava e la Congregazione di Santa Giustina.
La controversia fu risolta solo quando, il cardinale Luigi d'Aragona chiese l'intervento di papa Leone X di cui fu valido sostenitore nel conclave del 4 marzo 1513. Il pontefice, a solo tre giorni dall'insediamento sul soglio pontificio, accolse la richiesta dei cavesi e con la bolla Sincerae devotionis del 22 marzo 1513 soppresse la diocesi abbaziale istituita dal suo predecessore papa Bonifacio IX nel 1394 e costituì la nuova diocesi di Cava, resa autonoma dall'abbazia benedettina, con sede nella cattedrale di Santa Maria Maggiore a Cava. Con la stessa bolla, il papa trasferì il cardinale Luigi d'Aragona dalla sede di Capaccio a quella cavense in qualità di amministratore apostolico; il primo vescovo, Pietro Sanfelice, fu nominato l'anno successivo. La nuova diocesi comprendeva l'intera valle metelliana (comprensiva degli odierni territori di Cava, Vietri sul Mare e Cetara) ed il territorio di Sant'Arsenio (nella vallo di Diano), eccetto alcuni priorati sparsi.
Dal 1520 la diocesi di Cava venera come patrono il vescovo Sant'Adiutore. Secondo i Bollandisti, questi fu uno dei vescovi africani che, in seguito all'invasione dell'Africa settentrionale da parte dei Vandali, si rifugiarono in Campania. Secondo la tradizione, Adiutore svolse il suo apostolato di evangelizzazione nella valle di Cava.
A seguito del concordato tra la Santa Sede e il Regno delle Due Sicilie, il 27 giugno 1818 con la bolla De utiliori di papa Pio VII, alla diocesi di Cava fu unita aeque principaliter la diocesi di Sarno. Con la stessa bolla, fu soppressa la diocesi di Nocera de' Pagani ed il suo territorio venne unito a quello di Cava, fino al 1833, quando fu ripristinata la diocesi nocerina.
Nel 1850 il comune di Sant'Arsenio fu ceduto alla nuova diocesi di Diano.

### Amalfi-Cava de' Tirreni
Il 25 settembre 1972 ebbe termine l'unione aeque principaliter delle diocesi di Cava de' Tirreni e Sarno, e fu nominato un nuovo vescovo per Sarno. Contestualmente il vescovo di Cava, Alfredo Vozzi, fu nominato anche arcivescovo di Amalfi, unendo così in persona episcopi le due sedi.
Il 13 aprile 1979 Amalfi, con il titolo arcivescovile, e Cava de' Tirreni, entrambe immediatamente soggette alla Santa Sede, sono entrate a far parte della provincia ecclesiastica dell'arcidiocesi di Salerno.
Il 30 settembre 1986, con il decreto Instantibus votis della Congregazione per i Vescovi, le due sedi di Amalfi e Cava sono state unite con la formula plena unione e la nuova circoscrizione ecclesiastica sorta dall'unione ha assunto il nome di arcidiocesi di Amalfi-Cava de' Tirreni.
Nel 1988 le parti del comune di Salerno che appartenevano alla sede di Amalfi sono state cedute all'arcidiocesi di Salerno-Campagna-Acerno.
Durante l'episcopato di Beniamino Depalma è stato inaugurato il museo diocesano (1995), che ha sede nell'antica basilica del Crocefisso (VI secolo).	
In forza di un decreto della Congregazione per i Vescovi del 20 agosto 2012, l'arcidiocesi ha acquisito le parrocchie delle frazioni di Corpo di Cava e di San Cesareo, nel comune di Cava de' Tirreni, e di Dragonea nel comune di Vietri sul Mare, appartenute all'abbazia territoriale della Santissima Trinità di Cava de' Tirreni; il decreto ha avuto esecuzione il 19 gennaio 2013.

## Cronotassi dei vescovi
Si omettono i periodi di sede vacante non superiori ai 2 anni o non storicamente accertati.

### Sede di Amalfi
- Pimenio (o Primenio o Pigmenio) † (menzionato nel 596)
- Pietro I † (prima dell'829 - dopo l'839)
- Leone I † (? - circa 848/849 deceduto)
- Pietro II † (menzionato nell'849/855)
- Buono † (859 - dopo l'866)
- Sergio † (? - circa 872 deceduto)
- Pietro III † (menzionato nell'879)[13]
- Orso † (menzionato nell'897)
- Giacinto o Giaquinto † (menzionato nel 925)
- Costantino † (menzionato nel 943)
- San Mastalo † (960 - circa 987 deceduto)[14]
- Leone II, O.S.B. † (13 febbraio 987 - 15 aprile 1029 deceduto)[15]
- Lorenzo[16], O.S.B. † (luglio 1029 - 7 marzo 1050[17] deceduto)
- Pietro Alferio † (prima del 1053 - circa 1070 deceduto)
- Giovanni † (1070 - circa 1082 deceduto)
- Sergio Donnamira † (circa 1082 - circa 1102 deceduto)
- Mauro de Monte, O.S.B. † (1103 - 1128 dimesso)
  - Sede vacante (1128 - circa 1142)
- Giovanni II † (circa 1142 - circa 1166 deceduto)
- Giovanni III di San Paolo † (circa luglio 1166 - agosto 1167 deceduto)
- Roboaldo † (1168 - 28 giugno 1176 deceduto)
- Dionisio † (22 ottobre 1176 - dopo marzo 1202 deceduto)[18]
- Matteo Capuano † (15 novembre 1202 - novembre 1215 deceduto)[19]
- Giovanni Capuano † (prima di novembre 1216 - 1239 deceduto)[19]
  - Sede vacante (1239-1254)
  - Bartolomeo Pignatelli † (marzo 1254 - 4 novembre 1254 nominato arcivescovo di Cosenza) (vescovo eletto)[19]
- Gualtiero † (24 ottobre 1254 - giugno 1258 deceduto)[19]
  - Sede vacante (1258-1266)
- Filippo Augustariccio † (febbraio 1266 - 1º febbraio 1293 deceduto)[19]
  - Sede vacante (1293-1295)
- Andrea D'Alagno (De Alaneo) † (29 marzo 1295 - circa 1330 deceduto)
- Landolfo Caracciolo, O.F.M. † (20 settembre 1331 - 1351 circa)
- Pietro Capuano † (20 maggio 1351 - 1361 ? deceduto)
- Marino Del Giudice[20] † (16 aprile 1361 - circa 1374 deceduto)
- Giovanni Acquaviva † (20 dicembre 1374 - 24 novembre 1378 nominato anti-arcivescovo di Salerno)
  - Bertrando Mormille † (7 febbraio 1379 - ? deceduto) (anti arcivescovo)
  - Niccolò di Sora, O.F.M. † (27 novembre 1385 - ?) (anti arcivescovo)
- Sergio Grisone † (1379 - 1392 deceduto)
- Paolo Sorrentino † (3 ottobre 1393 - 1400 deceduto)
- Bertrando D'Alagno (De Alaneo) † (prima del 14 aprile 1401 - 18 giugno 1408 deceduto)
- Roberto Brancia † (5 settembre 1409 - 18 giugno 1423 deceduto)
- Andrea De Palearia † (28 giugno 1424 - 26 luglio 1449 deceduto)
- Antonio Carleno, O.P. † (11 agosto 1449 - 23 marzo 1460 deceduto)
- Nicola Mirabello † (26 aprile 1460 - 15 aprile 1472 deceduto)
- Antonio da Napoli, O.P. ? † (1472 - 1475)[21]
- Giovanni Nicolini † (2 ottobre 1475 - 26 aprile 1482 nominato vescovo coadiutore di Verdun)[22]
- Andrea De Cunto † (4 febbraio 1484 - 27 dicembre 1503 deceduto)
- Tommaso Regolano † (19 gennaio 1504 - 1510 deceduto)
  - Robert Guibé † (1510 - 9 dicembre 1510 dimesso) (amministratore apostolico)
  - Giovanni De' Medici † (9 dicembre 1510 - 9 marzo 1513 eletto papa con il nome di Leone X) (amministratore apostolico)
- Antonio Balestrieri (o Balestrari), O.Cist. † (15 giugno 1513 - 1516 dimesso)
  - Lorenzo Pucci † (1516 - 1517 dimesso) (amministratore apostolico)
- Girolamo Planca † (17 giugno 1517 - 15 giugno 1519 nominato vescovo di Gerace e Oppido Mamertina)
- Girolamo Vitelli de' Ghiandaroni † (6 giugno 1519 - 21 ottobre 1530 nominato vescovo di Massa Marittima)
- Ferdinando D'Anna † (21 ottobre 1530 - 13 maggio 1541 nominato vescovo di Bovino)
- Alfonso Oliva, O.E.S.A. † (13 maggio 1541 - 24 ottobre 1544 deceduto)
- Francesco Sfondrati † (27 ottobre 1544 - 23 marzo 1547 nominato vescovo di Capaccio)
  - Tiberio Crispo † (1º aprile 1547 - 17 marzo 1561 dimesso) (amministratore apostolico)
- Massimo De' Massimi † (17 marzo 1561 - 21 giugno 1564 dimesso)
  - Tiberio Crispo † (21 giugno 1564 - 7 settembre 1565 dimesso) (amministratore apostolico, per la seconda volta)
- Marco Antonio Bozzuto † (7 settembre 1565 - 1570 deceduto)
- Carlo Montigli † (20 novembre 1570 - 28 marzo 1576 nominato vescovo di Viterbo)
- Giulio Rossino † (28 marzo 1576 - 9 gennaio 1616 deceduto)
- Paolo Emilio Filonardi † (8 febbraio 1616 - 24 aprile 1624 deceduto)
- Giacomo Theodoli (o Teodolo) † (7 aprile 1625 - 7 giugno 1635 nominato vescovo di Forlì)
- Matteo Granito † (17 settembre 1635 - 30 maggio 1638 deceduto)
- Angelo Pichi † (10 novembre 1638 - 23 novembre 1648 nominato vescovo di San Miniato)
- Stefano Quaranta, C.R. † (11 ottobre 1649 - 30 novembre 1678 deceduto)
- Gaetano Miroballi, C.R. † (27 novembre 1679 - 8 settembre 1681 deceduto)
- Simplicio Caravita, O.S.B. † (25 maggio 1682 - 1º febbraio 1701 deceduto)
- Michele Bologna, C.R. † (14 marzo 1701 - 24 febbraio 1731 deceduto)
- Pietro Agostino Scorza † (9 aprile 1731 - 17 febbraio 1748 dimesso)
- Nicola Cioffi † (19 febbraio 1748 - 31 marzo 1758 deceduto)
- Antonio Puoti † (22 novembre 1758 - 2 novembre 1792 deceduto)
  - Sede vacante (1792-1804)
- Silvestro Miccù, O.F.M. † (29 ottobre 1804 - 26 febbraio 1830 deceduto)
- Mariano Bianco † (30 settembre 1831 - 22 novembre 1848 dimesso)
- Domenico Ventura † (20 aprile 1849 - 11 febbraio 1862 deceduto)
  - Sede vacante (1862-1871)
- Francesco Antonio Maiorsini † (27 ottobre 1871 - 23 novembre 1893 deceduto)
- Enrico de Dominicis † (21 maggio 1894 - 17 giugno 1908 deceduto)
- Antonio Maria Bonito † (17 giugno 1908 succeduto - 5 agosto 1910 dimesso)
- Angelo Maria Dolci † (27 gennaio 1911 - 16 novembre 1914 nominato delegato apostolico a Costantinopoli)
- Ercolano Marini † (2 giugno 1915 - 3 ottobre 1945 ritirato)
  - Luigi Martinelli † (18 febbraio 1946 - 16 giugno 1946 deceduto) (arcivescovo eletto)
- Angelo Rossini † (10 marzo 1947 - 5 ottobre 1965 deceduto)
  - Sede vacante (1965-1972)[23]
- Alfredo Vozzi † (25 settembre 1972 - 30 gennaio 1982 ritirato)
- Ferdinando Palatucci † (30 gennaio 1982 - 30 settembre 1986 nominato arcivescovo di Amalfi-Cava de' Tirreni)

### Sede di Cava
- Francesco de Aiello † (13 agosto 1394 - 30 dicembre 1407 nominato vescovo di Todi)
- Francesco Mormile † (30 dicembre 1407 - 1419 deceduto)
- Sagace dei Conti (de Comitibus), O.S.B. † (13 novembre 1419 - 4 febbraio 1426 nominato vescovo di Carpentras)
- Angelotto Fosco † (22 maggio 1426 - 12 settembre 1444 deceduto)[24]
  - Ludovico Scarampi Mezzarota † (13 settembre 1444 - 22 marzo 1465 deceduto) (amministratore apostolico)
  - Giovanni d'Aragona † (1465 - 17 ottobre 1485 deceduto) (amministratore apostolico)
  - Oliviero Carafa † (1485 - 20 gennaio 1511 deceduto) (amministratore apostolico)
  - Luigi d'Aragona † (22 marzo 1513[25] - 5 maggio 1514 dimesso) (amministratore apostolico)
- Pietro Sanfelice † (5 maggio 1514 - marzo 1520 dimesso)
- Gian Tommaso Sanfelice † (14 marzo 1520 - 1550 dimesso[26])
- Tommaso Caselli, O.P. † (3 ottobre 1550 - 19 marzo 1571 deceduto)
- Cesare Alemagna † (2 giugno 1572 - 28 settembre 1606 deceduto)
- Cesare Lippi, O.F.M.Conv. † (11 dicembre 1606 - 1622 deceduto)
- Matteo Granito † (26 ottobre 1622 - 17 settembre 1635 nominato arcivescovo di Amalfi)
- Girolamo Lanfranchi † (12 gennaio 1637 - 1659 deceduto)
- Luigi De Gennaro † (5 aprile 1660 - 1669 dimesso)
- Gaetano D'Afflitto, C.R. † (30 giugno 1670 - aprile 1682 deceduto)
- Giovanni Battista Giberti † (15 febbraio 1683 - 17 dicembre 1696 nominato vescovo di Fano)
- Giuseppe Maria Pignatelli, C.R. † (17 dicembre 1696 - 22 marzo 1703 deceduto)
- Marino Carmignano † (17 dicembre 1703 - dicembre 1729 deceduto)
- Domenico Maria De Liguori, C.R. † (8 febbraio 1730 - maggio 1751 deceduto)
- Niccolò Borgia † (5 luglio 1751 - 27 marzo 1765 nominato vescovo di Aversa)
- Pietro Di Gennaro † (5 agosto 1765 - 17 maggio 1778 dimesso)
- Michele Tafuri † (1º giugno 1778 - 6 ottobre 1796 deceduto)
  - Sede vacante (1796-1816)
- Silvestro Granito † (1816 - 6 aprile 1818 nominato vescovo di Cava e Sarno)

### Sedi di Cava e Sarno
- Silvestro Granito † (6 aprile 1818 - 18 dicembre 1832 deceduto)
- Tommaso Bellacosa † (23 giugno 1834 - 15 settembre 1843 dimesso)
- Salvatore Fertitta † (25 gennaio 1844 - 31 ottobre 1873 deceduto)
- Giuseppe Carrano † (15 giugno 1874 - 3 aprile 1890 deceduto)
- Giuseppe Izzo † (3 aprile 1890 succeduto - 15 gennaio 1914 deceduto)
- Luigi Lavitrano † (25 maggio 1914 - 16 luglio 1924 nominato arcivescovo di Benevento)
  - Sede vacante (1924-1928)
- Pasquale Dell'Isola † (29 settembre 1928 - 12 gennaio 1938 deceduto)
- Francesco Marchesani † (30 gennaio 1939 - 22 aprile 1948 nominato vescovo di Chiavari)
- Gennaro Fenizia † (21 luglio 1948 - 15 novembre 1952 deceduto)
- Alfredo Vozzi † (25 settembre 1953 - 25 settembre 1972 nominato arcivescovo di Amalfi e vescovo di Cava de' Tirreni[27])

### Sede di Cava de' Tirreni
- Alfredo Vozzi † (25 settembre 1972 - 30 gennaio 1982 ritirato)
- Ferdinando Palatucci † (30 gennaio 1982 - 30 settembre 1986 nominato arcivescovo di Amalfi-Cava de' Tirreni)

### Sede di Amalfi-Cava de' Tirreni
- Ferdinando Palatucci † (30 settembre 1986 - 28 luglio 1990 ritirato)
- Beniamino Depalma, C.M. (7 dicembre 1990 - 15 luglio 1999 nominato arcivescovo, titolo personale, di Nola)
- Orazio Soricelli, dal 3 giugno 2000

## Statistiche
L'arcidiocesi nel 2023 su una popolazione di 100.500 persone contava 100.100 battezzati, corrispondenti al 99,6% del totale.
| anno                                   | popolazione | popolazione | popolazione | presbiteri | presbiteri | presbiteri | presbiteri                | diaconi | religiosi | religiosi | parrocchie |
| anno                                   | battezzati  | totale      | %           | numero     | secolari   | regolari   | battezzati per presbitero | diaconi | uomini    | donne     | parrocchie |
| -------------------------------------- | ----------- | ----------- | ----------- | ---------- | ---------- | ---------- | ------------------------- | ------- | --------- | --------- | ---------- |
| arcidiocesi di Amalfi                  |             |             |             |            |            |            |                           |         |           |           |            |
| 1959                                   | 41.000      | 41.000      | 100,0       | 91         | 69         | 22         | 450                       |         | 22        | 140       | 55         |
| 1970                                   | 43.861      | 43.880      | 100,0       | 84         | 60         | 24         | 522                       |         | 29        | 142       | 55         |
| 1980                                   | 41.380      | 41.704      | 99,2        | 68         | 50         | 18         | 608                       |         | 22        | 129       | 55         |
| arcidiocesi di Amalfi-Cava de' Tirreni |             |             |             |            |            |            |                           |         |           |           |            |
| 1990                                   | 97.200      | 100.150     | 97,1        | 103        | 61         | 42         | 943                       | 6       | 48        | 130       | 76         |
| 1999                                   | 102.700     | 103.351     | 99,4        | 108        | 66         | 42         | 950                       | 12      | 47        | 128       | 76         |
| 2000                                   | 102.700     | 103.351     | 99,4        | 106        | 64         | 42         | 968                       | 16      | 47        | 128       | 76         |
| 2001                                   | 102.700     | 103.351     | 99,4        | 94         | 65         | 29         | 1.092                     | 16      | 34        | 128       | 76         |
| 2002                                   | 102.700     | 103.351     | 99,4        | 94         | 65         | 29         | 1.092                     | 16      | 34        | 128       | 76         |
| 2003                                   | 102.700     | 103.351     | 99,4        | 92         | 63         | 29         | 1.116                     | 17      | 34        | 128       | 76         |
| 2004                                   | 102.700     | 103.351     | 99,4        | 89         | 60         | 29         | 1.153                     | 17      | 34        | 128       | 76         |
| 2006                                   | 102.700     | 103.351     | 99,4        | 82         | 55         | 27         | 1.252                     | 17      | 29        | 112       | 76         |
| 2012                                   | 102.100     | 102.800     | 99,3        | 89         | 62         | 27         | 1.147                     | 17      | 30        | 96        | 76         |
| 2015                                   | 100.743     | 101.396     | 99,4        | 84         | 61         | 23         | 1.199                     | 18      | 25        | 81        | 79         |
| 2018                                   | 100.620     | 101.270     | 99,4        | 97         | 67         | 30         | 1.037                     | 18      | 32        | 70        | 79         |
| 2020                                   | 100.550     | 101.200     | 99,4        | 99         | 66         | 33         | 1.015                     | 16      | 40        | 71        | 79         |
| 2022                                   | 100.500     | 100.900     | 99,6        | 96         | 69         | 27         | 1.046                     | 16      | 31        | 66        | 77         |
| 2023                                   | 100.100     | 100.500     | 99,6        | 96         | 69         | 27         | 1.042                     | 16      | 31        | 66        | 77         |

### Per la sede di Amalfi
- Vincenzo Taiani, La Diocesi di Amalfi. Brevi cenni storici e sviluppo demografico, Salerno, 1972
- (LA)  Ferdinando Ughelli, Italia sacra, vol. VII, seconda edizione, Venezia, 1721, coll. 183-256
- Vincenzio d'Avino, Cenni storici sulle chiese arcivescovili, vescovili e prelatizie (nullius) del Regno delle Due Sicilie, Napoli, 1848, pp. 11–18
- Giuseppe Cappelletti, Le Chiese d'Italia della loro origine sino ai nostri giorni, vol. XX, Venezia, 1866, pp. 601–612
- Francesco Lanzoni, Le diocesi d'Italia dalle origini al principio del secolo VII (an. 604), vol. I, Faenza, 1927, pp. 248–250
- (LA)  Paul Fridolin Kehr, Italia Pontificia, vol. VIII, Berolini, 1935, pp. 380–392
- (DE)  Norbert Kamp, Kirche und Monarchie im staufischen Königreich Sizilien. Prosopographische Grundlegung. Bistümer und Bischöfe des Königreichs 1194-1266. 1. Abruzzen und Kampanien, München, 1973, pp. 390–405
- (LA)  Pius Bonifacius Gams, Series episcoporum Ecclesiae Catholicae, Graz, 1957, pp. 847–848
- (LA)  Konrad Eubel, Hierarchia Catholica Medii Aevi, vol. 1, pp. 84–85; vol. 2, p. 86; vol. 3, pp. 105–106; vol. 4, p. 80; vol. 5, p. 80; vol. 6, p. 78

### Per la sede di Cava
- Placido Lugano, L'Italia Benedettina, Roma, 1929
- (LA)  Ferdinando Ughelli, Italia sacra, vol. I, seconda edizione, Venezia, 1717, coll. 607-619
- Vincenzio d'Avino, Cenni storici sulle chiese arcivescovili, vescovili e prelatizie (nullius) del Regno delle Due Sicilie, Napoli, 1848, pp. 753–755
- Giuseppe Cappelletti, Le Chiese d'Italia della loro origine sino ai nostri giorni, vol. XXI, Venezia, 1870, pp. 380–384
- (FR)  Paul Guillaume, Essai historique sur l'abbaye de Cava, d'après des documents inédits, Abbaye des RR. Péres bénédictins, Cava dei Tirreni, 1877
- (LA)  Paul Fridolin Kehr, Italia Pontificia, vol. VIII, Berolini, 1935, pp. 309–331
- (LA)  Pius Bonifacius Gams, Series episcoporum Ecclesiae Catholicae, Graz, 1957, p. 875
- (LA)  Konrad Eubel, Hierarchia Catholica Medii Aevi, vol. 1, p. 179; vol. 2, p. 124; vol. 3, p. 161; vol. 4, p. 144; vol. 5, p. 152; vol. 6, p. 158
- (LA)  Bolla Salvatoris nostri, in Bullarum diplomatum et privilegiorum sanctorum Romanorum pontificum Taurinensis editio, Vol. IV, pp. 624–627
- Simeone Leone, Dalla fondazione del cenobio al secolo XVI, in La badia di Cava, Cava de' Tirreni, Di Mauro, 1985
- Domenico Ambrasi, Le vicende dell'età moderna, in La badia di Cava, Cava de' Tirreni, Di Mauro, 1985
- Attilio Della Porta, Cava Sacra, Cava de' Tirreni (Salerno), 1965